# Antin Lukaševyč
Antin Lukaševyč, cyrilicí Антін Лукашевич, též Anton Łukaszewicz von Luk (18. února 1873 Babyn – 23. května 1936 Černovice), byl rakouský politik ukrajinské (rusínské) národnosti z Bukoviny, na počátku 20. století poslanec Říšské rady.

## Biografie
Byl zemským tajemníkem a majitelem domu v Černovicích. Byl aktivní v ukrajinském národním hnutí. Podporoval ukrajinské školství. Stal se předsedou zemské školní rady. Zasedal jako poslanec Bukovinského zemského sněmu.
Působil také coby poslanec Říšské rady (celostátního parlamentu Předlitavska), kam usedl ve volbách do Říšské rady roku 1907. Byl zvolen za obvod Bukovina 07. Mandát obhájil ve volbách do Říšské rady roku 1911.
Roku 1907 se zmiňuje jako mladorusínský kandidát. Po volbách roku 1907 byl uváděn coby člen poslaneckého Klubu bukovinských Rusínů, po volbách v roce 1911 coby člen Bukovinského ukrajinského klubu.
V dubnu 1918 mu byl císařem udělen Císařský rakouský řád Leopoldův. Politicky se angažoval i po anexi Bukoviny Rumunskem po roce 1918. V letech 1922–1927 byl členem Ukrajinské národně demokratické strany, po roce 1927 Ukrajinské národní strany. V letech 1926–1927zasedal jako senátor rumunského parlamentu, ve kterém obhajoval práva etnických Ukrajinců a protestoval proti porumunšťování místní populace.